# Альварес, Енни
Енни Альварес (исп. Yenny Álvarez; род. 24 мая 1995, Лопес-де-Микай, Каука) — колумбийская спортсменка, тяжелоатлетка, чемпионка мира 2022 года и трёхкратная чемпионка Панамериканского чемпионата.

## Карьера
В 2016 году она стала победительницей Панамериканского чемпионата, который проходил в Картахене в весовой категории до 58 кг. В 2021 году в Боливии она повторила свой успех завоевав чемпионский титул в категории до 59 кг.
На чемпионате мира 2021 года в Ташкенте в категории до 59 кг Енни завоевала серебро по сумме двух упражнений с результатом 226 кг, а также малую серебряную медаль в упражнении "толчок" (127 кг).
На Панамериканском чемпионате 2022 года в Боготе она в третий раз в карьере стала чемпионкой в категории 59 кг.
На чемпионате мира 2022 года в Боготе, в Колумбии в категории до 55 кг она стала чемпионкой мира по сумме двух упражнений с результатом 234 кг и завоевала малую золотую медаль в упражнении «толчок» (133 кг).
На чемпионате мира 2024 года, который состоялся в Бахрейне, колумбийская спортсменка завоевала бронзовую медаль в категории до 59 кг с результатом 224 кг по сумме двух упражнений. В упражнении толчок она завоевала малую бронзовую медаль (126 кг).